# Lapageria rosea
A Lapageria rosea az egyszikűek (Liliopsida) osztályának liliomvirágúak (Liliales) rendjébe, ezen belül a Philesiaceae családjába tartozó faj.
Nemzetségének az egyetlen faja és Chilének a nemzeti virága.

## Előfordulása
A Lapageria rosea eredeti előfordulási területe Dél-Amerika. Chile déli részén levő mérsékelt övi esőerdőnek egyik növényfaja.
A botanikuskertekben és magán kertekben - legalábbis a melegebb területeken - közkedvelt kerti dísznövény.

## Megjelenése
Örökzöld kúszónövény, mely a környezetében levő cserjékre és fákra mászik fel, akár 10 méteres magasságba is. A levelei váltakozva helyezkednek el és bőrszerű tapintásúak; lándzsavégalakúak és három párhuzamos nagy erezet fut végig rajtuk. A virágát hat vastag, viaszos szirom alkotja; a szirmok vörös színűek fehér pontozással. Az év akármelyik szakaszában virágozhat, azonban a virágok többségét késő nyáron és ősszel hozza. A termése bogyótermés vastag héjjal; benne számos paradicsommag méretű magja van. A természetes élőhelyén a megporzását a kolibrifélék végzik. A betelepített helyeire a kolibriket a poszméhek váltják fel.

## Képek

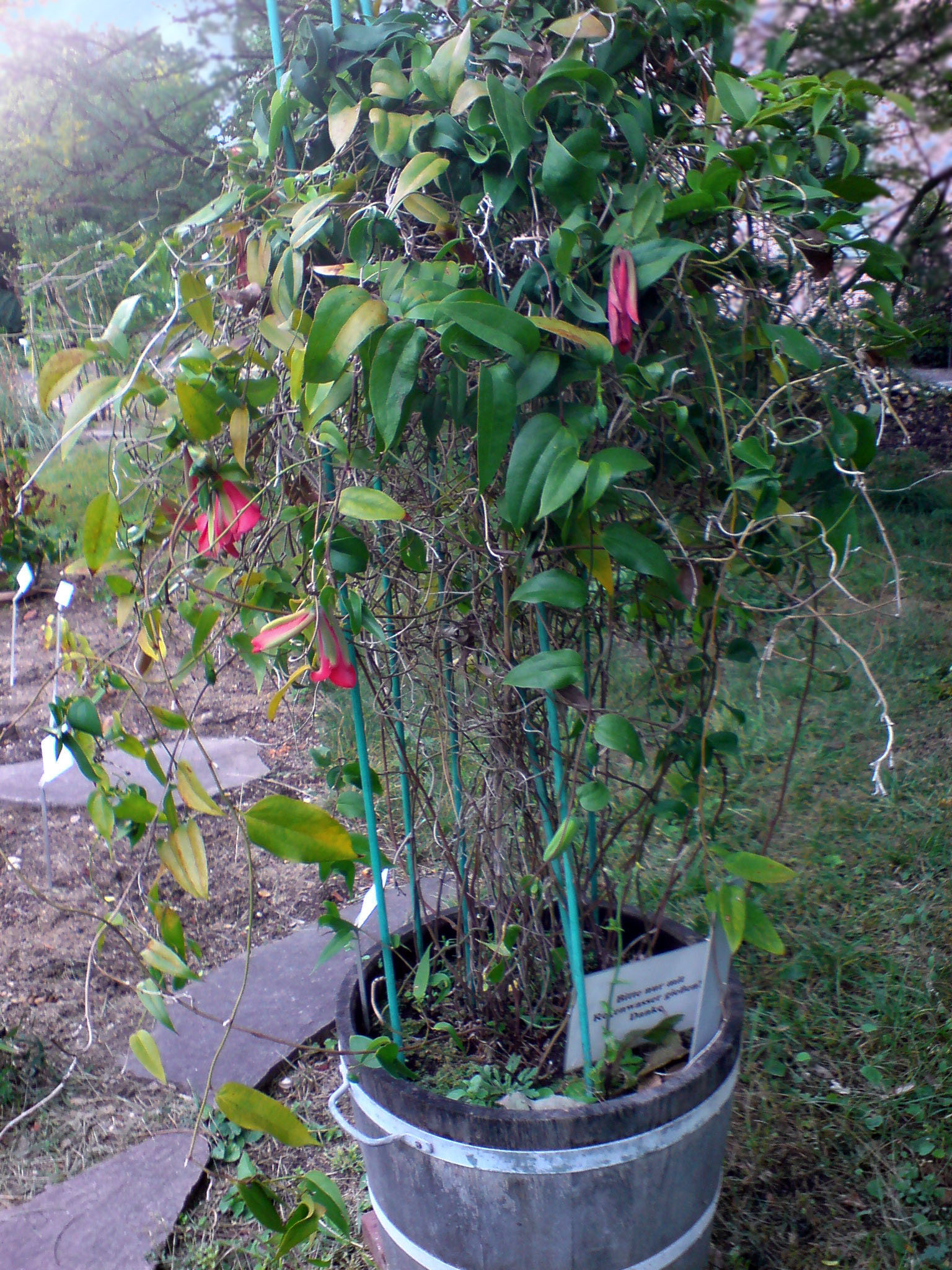
A növény
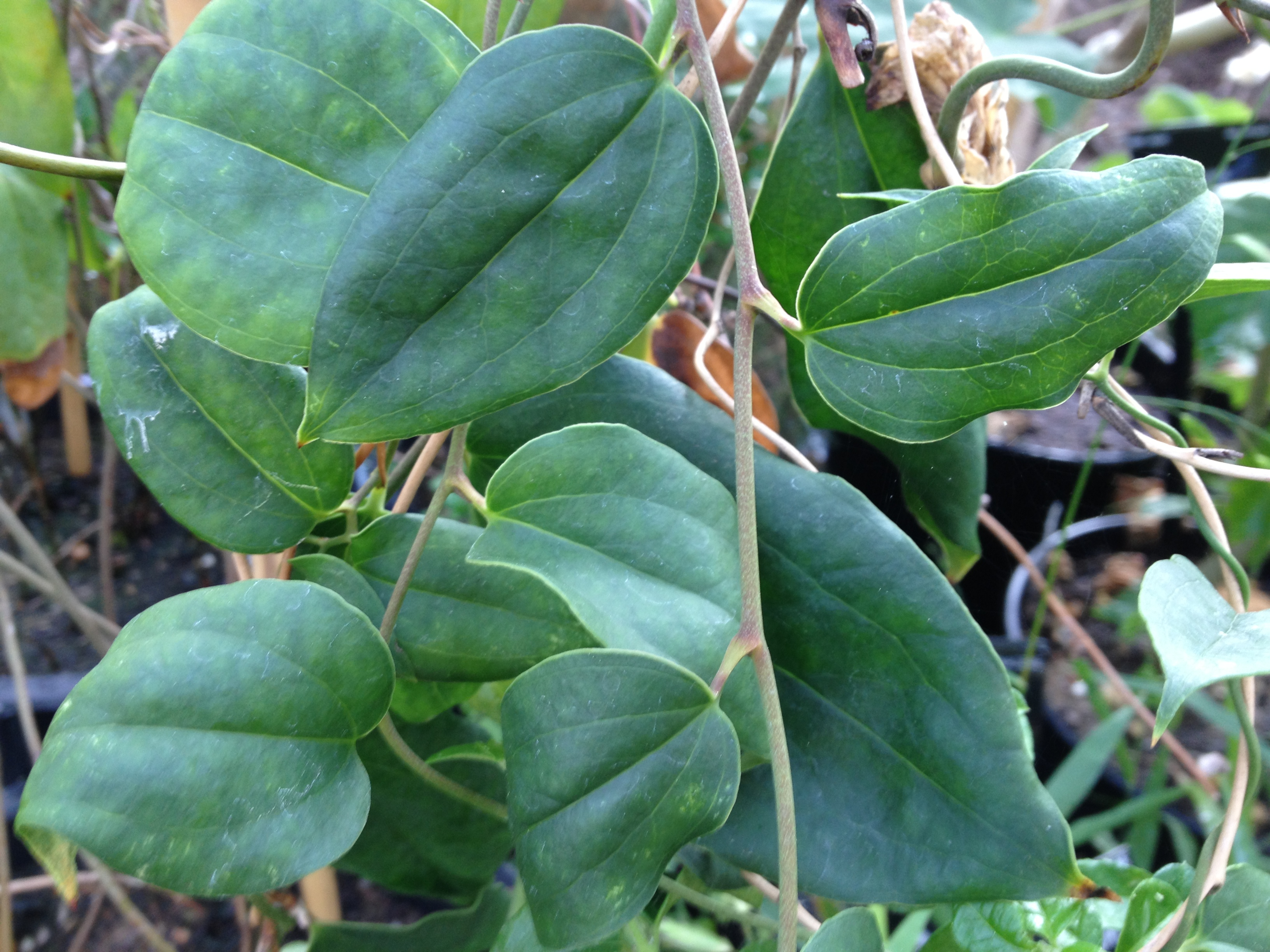
Levelei
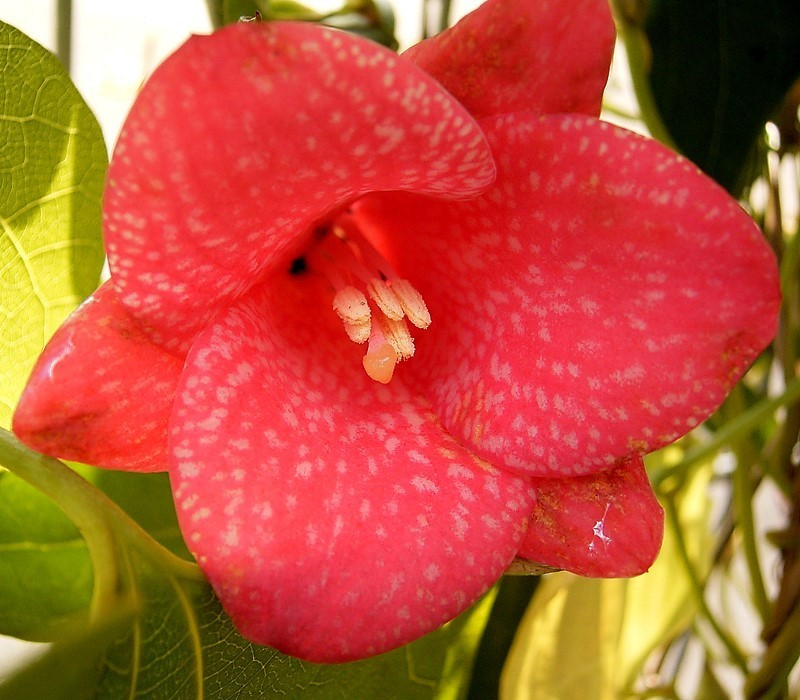
Virágai
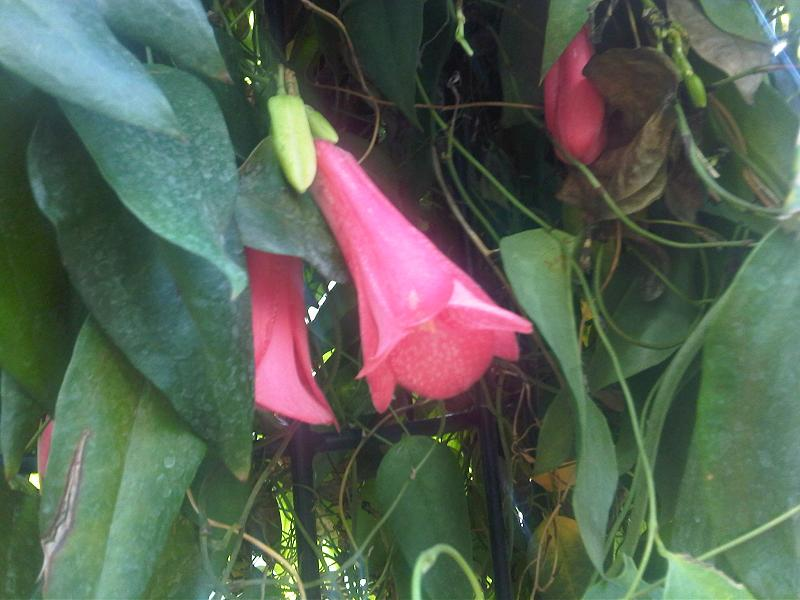
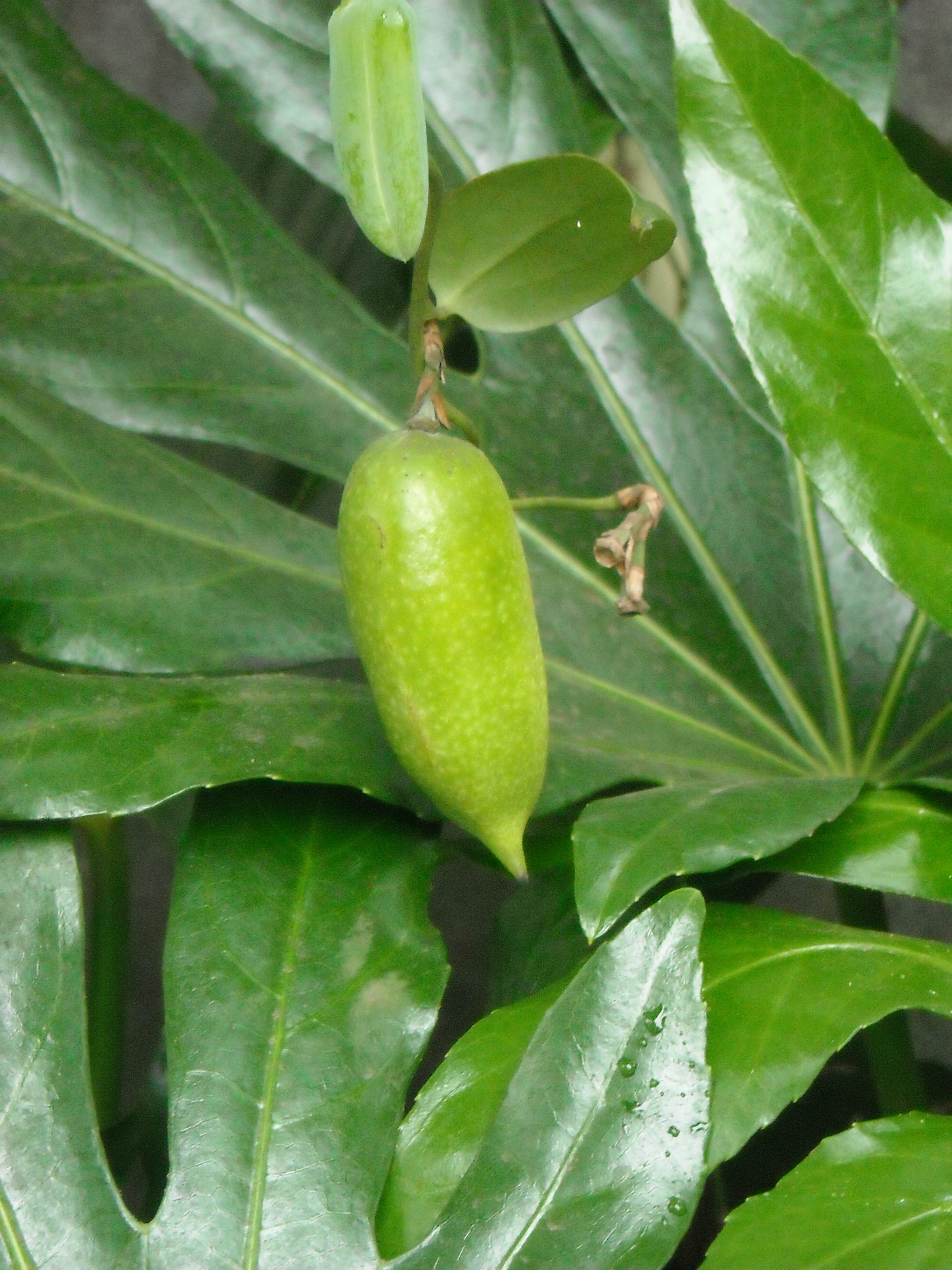
Termései

## Fordítás
- Ez a szócikk részben vagy egészben  a   Lapageria című angol Wikipédia-szócikk ezen változatának fordításán alapul.  Az eredeti cikk szerkesztőit annak laptörténete sorolja fel. Ez a jelzés csupán a megfogalmazás eredetét és a szerzői jogokat jelzi, nem szolgál a cikkben szereplő információk forrásmegjelöléseként.